# Oleksandr Janukowytsch
Oleksandr Wiktorowytsch Janukowytsch (ukrainisch Олександр Вікторович Янукович; * 1. Juli 1973 in Jenakijewe in der Oblast Donezk) ist ein ukrainischer Unternehmer. Er ist der älteste Sohn des ehemaligen ukrainischen Präsidenten Wiktor Janukowytsch.

## Leben
Oleksandr Janukowytsch studierte Zahnmedizin an der Nationalen Universität Donezk. Seit 2006 war er Eigentümer der Firma Management Assets Company (MAKO), die in der Ostukraine Bürogebäude und Hotels errichtete. Er erwarb auch die Mehrheit der Vermögensanteile der Allukrainischen Entwicklungsbank. Die ihm ebenfalls gehörende Firma MAKO Trading AG war seit 2011 in Genf registriert und auf den Verkauf von Anthrazitkohle aus der Ukraine spezialisiert. Die Schweizer Journalistin Martine Brocard hatte im Januar 2013 in einem Artikel der Sonntagszeitung darauf hingewiesen, dass der Präsidentensohn einen privilegierten Zugang zum Kohleabbau in der Ukraine habe, da dort zahlreiche Minen dem Staat gehören.
2012 wurde das Vermögen von Oleksandr Janukowytsch auf 99 Millionen US-Dollar geschätzt. Damit nimmt er in der von der Zeitschrift Forbes erstellten Liste der reichsten Personen der Ukraine Platz 98 ein, wobei er wiederholt erklärte, dass der geschäftliche Erfolg seiner Firmen nicht dem Amt seines Vaters geschuldet sei. In diesem Zusammenhang war seit 2012 in Medienberichten wiederholt von einem wachsenden Einfluss Oleksandr Janukowytschs und seines Bekanntenkreises auf die ukrainische Politik die Rede.
Nach der Absetzung von Wiktor Janukowytsch am 22. Februar 2014 durch das ukrainische Parlament sperrte der Schweizer Bundesrat am 28. Februar 2014 eine Reihe von Konten seiner Gefolgsleute, so auch die von Oleksandr. Zugleich eröffnete die Genfer Staatsanwaltschaft gegen ihn ein Strafverfahren wegen des Verdachts der Geldwäsche. Im Zuge der Ermittlungen wurden in Genf auch die Räume von MAKO Trading durchsucht. Medienberichten zufolge wurde das Vermögen von Oleksandr Janukowytsch zu diesem Zeitpunkt auf eine halbe Milliarde Dollar geschätzt.
Am 6. März 2014 hat der Rat der Europäischen Union in Brüssel mit der Verordnung 208/2014 restriktive Maßnahmen gegen Oleksandr Janukowytsch verhängt. Begründet wird dies mit der strafrechtlichen Verfolgung von Janukowytsch zur Untersuchung von Straftaten im Zusammenhang mit der Veruntreuung öffentlicher Gelder der Ukraine und des illegalen Transfers dieser Gelder in das Ausland.